# Gentianella nitida
Gentianella nitida là một loài thực vật có hoa trong họ Long đởm. Loài này được (Griseb.) Fabris mô tả khoa học đầu tiên năm 1958.